# Еґон Геннінґер
Еґон Геннінґер (нім. Egon Henninger, 22 червня 1940) — німецький плавець.
Учасник Олімпійських Ігор 1960, срібний медаліст 1964, 1968 років. Чемпіон Європи з водних видів спорту 1962 року, медаліст 1966 року.